# Spec Ops: The Line
Spec Ops: The Line ist ein Third-Person-Shooter des deutschen Entwicklerstudios Yager Development. Es ist der neunte Titel der Spec-Ops-Serie und wurde in Europa am 29. Juni 2012 vom US-amerikanischen Publisher 2K Games für Windows, PlayStation 3 und Xbox 360 veröffentlicht. Aufgrund auslaufender Partner-Lizenzen ist das Spiel seit Ende Januar 2024 online nicht mehr käuflich zu erwerben.
Eine Besonderheit des Spiels ist es, Moral in das Spielerlebnis eines gewöhnlichen Shooters einzufügen.

## Handlung

### Hintergrundszenario
Sechs Monate vor Spielbeginn wird Dubai in den Vereinigten Arabischen Emiraten (VAE) von einer schweren Serie von Sandstürmen heimgesucht. Nachdem die politische Führung das Problem lange Zeit heruntergespielt hat, finden sich zahlreiche Bewohner von den Sandmassen eingeschlossen. Der Afghanistan-Veteran Colonel John Konrad, Kommandant des 33. Bataillons, der zugleich unter einer posttraumatischen Belastungsstörung leidet, meldet sich und seine Einheit freiwillig, um die Evakuierung der Zivilbevölkerung zu unterstützen. Als er im Laufe des Einsatzes jedoch den Befehl erhält, die Stadt und ihre Bewohner aufzugeben, verweigert er den Befehl und desertiert mit seiner gesamten Einheit. Schwere Sandstürme verhindern über lange Zeit jeden Kontakt in die Krisenregion, die VAE erklären die Region zum Niemandsland. In der letzten Meldung des 33. Bataillons kündigte die Einheit die Aufstellung einer Karawane mit 1000 Überlebenden an, doch diese kommt nie an und die Einheit wird vom US-Oberkommando als Totalverlust abgeschrieben.
Zwei Wochen vor Beginn der Spielhandlung wird ein kurzes Lebenszeichen Konrads empfangen. In diesem erklärt er, dass die Aufstellung der Karawane ein dramatischer Fehlschlag mit hohen Verlusten gewesen sei. Das US-Oberkommando beschließt, ein dreiköpfiges, verdeckt operierendes Delta-Force-Team für eine Aufklärungsmission in die Region zu schicken. Captain Martin Walker, Lieutenant Alphonse Adams und Staff Sergeant John Lugo erhalten den Befehl, den Verbleib von Konrad und seiner Einheit aufzuklären und dem Hauptquartier Meldung zu erstatten.

### Charaktere
| Charakter              | Englischer Sprecher | Deutscher Sprecher  | Rolle                                                                         |
| ---------------------- | ------------------- | ------------------- | ----------------------------------------------------------------------------- |
| Cpt. Martin Walker     | Nolan North         |                     | Spielercharakter, Anführer des Delta-Force-Einsatzteams                       |
| 1st Lt. Alphonse Adams | Christopher Reid    | Jo Vossenkuhl       | Mitglied des Delta-Force-Einsatzteams                                         |
| Staff Sgt. John Lugo   | Omid Abtahi         | Benedikt Weber      | Mitglied des Delta-Force-Einsatzteams                                         |
| Col. John Konrad       | Bruce Boxleitner    |                     | Kommandant des 33. Bataillons, nach Befehlsverweigerung in Dubai verschollen. |
| Radioman               | Jake Busey          |                     | Eigentlich Robert Darden, ehemals Embedded Journalist beim 33. Bataillon      |
| Agent Jeff Riggs       | Patrick Quinn       | Thomas Balou Martin | Mitglied des CIA-Squads Grey Fox                                              |
| Agent Rick Gould       | Chris Cox           |                     | Mitglied des CIA-Squads Grey Fox                                              |
| Agent Thomas Daniels   | Rick Pasqualone     | Ulrich Frank        | Mitglied des CIA-Squads Grey Fox                                              |
| Agent Brian Castavin   |                     |                     | Mitglied des CIA-Squads Grey Fox                                              |
| 1st Lt. John McPherson | Steven Walters      | Christian Jungwirth | Soldat des 33. Bataillons                                                     |

## Spielprinzip
Spec Ops: The Line wird aus einer Third-Person-Perspektive präsentiert. Der Spieler übernimmt die Kontrolle über die Figur des Captain Martin Walker, seine beiden Begleiter werden vom Programm gesteuert und agieren selbstständig. Allerdings kann der Spieler ihnen einfache Kampfanweisungen geben oder ein Angriffsziel zuweisen. In Gefechten kommt ein Deckungssystem ähnlich Gears of War zum Einsatz. Auf Tastendruck kann der Spieler aus der Deckung feuern. Neben seinem eigenen Charakter muss der Spieler auch auf seine Begleiter achten. Wenn diese zu viele Treffer erhalten, sinken sie zu Boden und müssen vom Spieler innerhalb eines begrenzten Zeitfensters reanimiert werden. Gelingt dies nicht, wird dies als Fehlschlag der Mission gewertet. Das Spiel lädt in diesem Fall automatisch den letzten, in regelmäßigen Abständen automatisiert angelegten Speicherpunkt. Die Spielfigur besitzt nur einen begrenzten Vorrat an Munition und muss sich aus den hinterlassenen Waffen der getöteten Gegner selbst versorgen. Walker kann maximal zwei Waffen mit sich führen, die aus einem Fundus von Schrotflinten, Maschinenpistolen, Scharfschützengewehren und schweren Waffen stammen.

## Entwicklung

### Allgemein
Zielsetzung des Projekts war es, mit diesem Spiel ausdrücklich den Schrecken des Krieges zu demonstrieren und den Spieler dazu zu bewegen, sich selbst und sein Tun zu hinterfragen. Laut Lead Level Designer Jörg Friedrich soll sich der Spieler schlecht fühlen. Anders als in gängigen Militärshootern, wo die Positionen von Gut und Böse klar vordefiniert sind, soll Spec Ops: The Line den Nutzer vor ambivalente moralische Entscheidungen stellen, die im Anschluss weder belohnt noch bestraft werden, in ihren Konsequenzen aber schonungslos aufgezeigt werden. Dafür wurde auch die Entscheidung, dem Spieler an gewissen Stellen die volle Kontrolle über das Spiel zu entziehen und ihn so zu bestimmten Handlungen – wie dem Beobachten der dargestellten Grausamkeiten – zu zwingen, gegen teaminterne Widerstände durchgesetzt. In Spec Ops: The Line wird der Bruch mit der gängigen Designtheorie dem Spieler die Kontrolle zu entziehen, als bewusstes Stilmerkmal genutzt.
Thematisch besitzt das Spiel deutliche Anleihen aus dem Buch Herz der Finsternis und verweist an einigen Stellen auf dieses Vorbild. So ist beispielsweise die Spielfigur des Colonel John Konrad eine namentliche Anspielung auf den Buchautor Joseph Conrad. Ein weiteres Vorbild aufgrund der engen thematischen Verwandtschaft war zudem der Anti-Kriegsfilm Apocalypse Now, das ebenfalls eine Adaption von Herz der Finsternis ist. So orientiert sich die Rolle Konrads an der Figur des Colonel Kurtz aus Francis Ford Coppolas Film, die Figur des Radioman weist Parallelen zu dem von Dennis Hopper dargestellten Journalisten auf. Ein weiteres Vorbild war zudem der Der schmale Grat (engl. Originaltitel: The Thin Red Line). Dennoch handelt es sich bei dem Spiel um keine Kopie dieser Vorbilder, sondern besitzt eine eigenständige Handlung.
Der Mehrspieler-Modus wurde gegen den Wunsch von Lead Designer Cory Davis von Publisher 2k Games in Auftrag gegeben und extern vom US-amerikanischen Entwicklerstudio Darkside Game Studies erstellt. In einem Bericht des Online-Magazins Polygon äußerte sich Davis negativ über diese Vorgabe:

“It sheds a negative light on all of the meaningful things we did in the single-player experience. The multiplayer game's tone is entirely different, the game mechanics were raped to make it happen, and it was a waste of money. No-one is playing it, and I don't even feel like it's part of the overall package - it's another game rammed onto the disk like a cancerous growth, threatening to destroy the best things about the experience that the team at Yager put their heart and souls into creating.”

„Es wirft ein negatives Licht auf all die bedeutungsvollen Dinge, die wir in der Einzelspieler-Kampagnen implementiert haben. Der Ton des Mehrspieler-Modus ist vollkommen anders, die Spielmechaniken wurden für seine Entwicklung missbraucht und es war reine Geldverschwendung. Niemand spielt es und ich habe nicht einmal das Gefühl, dass es Teil des Gesamtpakets ist – es ist ein anderes Spiel, das wie ein Krebsgeschwür auf die Disc gerammt wurde und jetzt droht, die besten Aspekte der Spielerfahrung zu zerstören, in deren Erschaffung das Team von Yager soviel Herzblut und Seele investiert hat.“

### Soundtrack
Die Begleitmusik wurde von Elia Cmíral komponiert. Daneben kommen folgende Musikstücke zum Einsatz:
- Alice in Chains – Rooster
- Björk – Storm
- Briton – Quick Silver
- The Black Angels – Bad Vibrations
- The Black Angels – The First Vietnamese War
- Black Mountain – Stormy High
- Deep Purple – Hush
- Inner Circle – Bad Boys
- Jimi Hendrix – 1983 (A Merman I Should Turn to Be)
- Jimi Hendrix – The Star-Spangled Banner
- Martha & the Vandellas – Nowhere to Run
- Mogwai – Glasgow Mega-Snake
- Mogwai – R U Still in 2 It
- Nine Inch Nails – The Day the World Went Away
- Giuseppe Verdi – Dies Irae, Libera Me

## Marketing
Publisher Take 2 kündigte Spec Ops: The Line im Rahmen der Spike Video Game Awards 2009 an. Ursprünglich sollte der Titel im Winter 2010 erscheinen, wurde dann aufgrund von Releaseplanungen des Publishers jedoch mehrmals verschoben, erst auf das Geschäftsjahr 2012, schließlich auf das Geschäftsjahr 2013. Am 21. Februar 2012 gab 2k Games schließlich den finalen Veröffentlichungstermin am 29. Juni 2012 bekannt.
Am 30. Mai 2012 veranstaltete 2k Games als Werbeevent gemeinsam mit dem britischen Online-Magazin Digital Spy einen Kriegsfilm-Marathon im Prince Charles Cinema in London. Nach Leserwahl wurden dort die Filme Der Soldat James Ryan, Apocalypse Now und Black Hawk Down gezeigt.

## Rezeption
Das Spiel blieb hinter den Verkaufserwartungen zurück. Ein möglicher Nachfolger wurde ausgeschlossen.

### Rezensionen
Spec Ops: The Line erhielt laut GameRankings und Metacritic mehrheitlich gute Bewertungen. Dabei wurden einige spielerische Mängel kritisiert, wie etwa die stark linear aufgebauten Level und mangelnde spielerische Innovation. Positiv bewertet wurde jedoch mehrheitlich die gute Handlung und die Kulissen. Erik Kain vom Forbes Magazine lobte, dass sich das Spiel aus der Masse der in Braun- und Grautönen gehaltenen Shooter durch sein farbenfrohe Levelgestaltung angenehm hervortue.

„Wie weit darf ein Videospiel bei der Darstellung von Gewalt gehen? Diese Frage stellt sich einem beim Spielen dieser Action-Achterbahnfahrt ständig. Doch wenn man die Geschichte um Captain Walker beendet, über Stunden seinen inneren Kampf förmlich spürte und nach dem aufwühlenden Finale ungläubig vor dem Bildschirm verharrt, dann weiß man: „Spec Ops“ ist ein Statement gegen den Krieg. Es ist der Versuch, eine ernste Thematik in packende Unterhaltung für Erwachsene zu hüllen, den Spieler wachzurütteln. Das ist kein „Call of Duty“, auch wenn die Spielmechanismen ähnlich funktionieren. Sondern ein stark inszenierter Action-Kracher mit bewegender Botschaft, ein „Apocalypse Now“ im Spielformat.“

“Games have a way of always excusing violent action by asking players to perform it in circumstances where there was no other choice, and Spec Ops seizes on this classic construct to remind players that this is a formula for villainy far more than it is for heroics.”

„Spiele haben die Angewohnheit ihre gewalttätige Aktion damit zu entschuldigen, dass sie den Spieler dazu auffordern, sie in Situationen anzuwenden, wo es keine andere Lösung gibt; Spec Ops macht sich dagegen diese klassische Konstruktion zu eigen, um die Spieler daran zu erinnern, dass dies viel eher eine Formel für niederträchtige Handlungen als für Heldentaten ist.“

Aufgrund seiner Thematik erhielt das Spiel auch in der allgemeinen und der Tagespresse große Aufmerksamkeit.

„Lässt man sich auf die Wüstenwelt mit ihren Beschränkungen ein, ist "Spec Ops: The Line" ein durchaus interessantes Spiel. In diesem Genre will das schon etwas heißen. Hat man sich bis zum Ende durchgequält, mit einer Mischung aus Neugier auf die Geschichte und Abscheu vor den eigenen Handlungen, steht man noch einmal vor einer dramatischen Entscheidung. Dann endlich hat "das Grauen, das Grauen" ein Ende. Und man ist froh, dass es vorbei ist.“

„Die Entwickler von Yager haben das Genre "Shooter" nicht neu erfunden, doch haben sie einen Schritt in die richtige Richtung unternommen, hin zu einer längst überfälligen Entwicklung. Während die meisten amerikanischen Spiele, wie beispielsweise Gears of War, nur darum bemüht sind, ein möglichst böses Feindbild aufzubauen, das bekämpft werden muss, hinterfragt Spec Ops: The Line den Sinn von Gehorsam und moralischen Entscheidungen. Es zwingt den Spieler nicht nur zu Töten, sondern auch die Toten aus der Nähe anzusehen, ihm vor Augen zu führen, was er getan hat. Wenn Apocalypse Now ein Antikriegsfilm ist, dann ist Spec Ops: The Line ein Antikriegsshooter.“

„Spec Ops thematisiert Dinge, die bei anderen Genrevertretern zugunsten der leichteren Konsumierbarkeit gern ausgeblendet werden. Zugegeben, bereits eine nicht vollkommen unkritische Haltung zu Imperialismus und Krieg und bereits ein vages Hinterfragen des Gut-Böse-Schemas gilt bei Shootern als Alleinstellungsmerkmal. Und Spec Ops: The Line ist weiß Gott auch nicht subtil. Doch gelingt es ihm, den Spieler mit seinen Handlungen und mit den Folgen des Krieges zu konfrontieren.“

“It is probably unfair to compare Spec Ops with the masterwork of English literature from which it takes its inspiration. But “Heart of Darkness” has already been explored with more sophistication in a video game, Far Cry 2, from 2008. That game, set in central Africa, aimed to turn its players into the ruthless Mr. Kurtz by placing them in a bleak environment and then persuading them to take increasingly murderous actions. Spec Ops, in contrast, frequently takes control away from the player, relying on animated cut scenes to illustrate Walker’s moral descent.”

„Es ist vermutlich unfair, Spec Ops mit dem Meisterwerk der englischen Literatur zu vergleichen, von dem es inspiriert wurde. Aber Herz der Finsternis wurde bereits wesentlich differenzierter und ausgereifter in einem Computerspiel behandelt, nämlich in Far Cry 2 aus dem Jahr 2008. Dieses Spiel, angesiedelt in Zentralafrika, versuchte seine Spieler in den ruchlosen Mr. Kurtz zu verwandeln, indem es sie in eine trostlose Umgebung versetzte und sie dann dazu überredete, zunehmend mörderische Aufträge zu übernehmen. Spec Ops dagegen entzieht dem Spieler regelmäßig die Kontrolle und vertraut stattdessen auf seine animierten Zwischensequenzen, um Walkers moralischen Abstieg zu illustrieren.“

### Auszeichnungen und Verkaufserfolg
- Beim Deutschen Entwicklerpreis 2012 konnte Spec Ops: The Line mit fünf Auszeichnungen die meisten Preise verbuchen, nämlich in der Jury-Kategorie als „Bestes Actionspiel“ und in den Akademie-Kategorien „Bestes Deutsches Spiel“, „Beste Story“, „Beste Grafik“, „Bestes Konsolenspiel“. Zugleich wurde Entwickler Yager Development als „Bestes Studio“ ausgezeichnet.[44]
- Auf dem Fun & Serious Game Festival 2012 in Bilbao erhielt Yager die Auszeichnung für das „Beste Computerspiel-Drehbuch“.[45]
- IGN lobte die Handlung des Spiels in seinem Jahresrückblick als „Beste PC-Story 2012“ und Captain Walker als einen der „Besten neuen Computerspielcharaktere 2012“.[46][47]
- Entertainment Weekly listete den Titel bei der Wahl zum „Spiel des Jahres 2012“ auf Platz 5, Nolan Norths Darstellung als Captain Walker wurde als „die beste Sprechleistung des Jahres“ hervorgehoben.[48]
- Das US-Spielemagazin G4 zeichnete Spec Ops: The Line für die „Beste Musik“ aus.[49]
- Das Onlinemagazin Mature-Gaming.com zeichnete das Spiel als „Überraschung des Jahres 2012“ aus und lobte, wie effektiv es die Erwartungen des Spielers an das Genre unterlaufe.[50]

Weitere Nominierungen:
- Die Academy of Interactive Arts & Sciences nominierte das Spiel für die D.I.C.E. Awards 2013 (ehemals Interactive Achievement Awards) in der Kategorie „Herausragende Leistung im Bereich Handlung“ (Sieger: Journey).[51][52]
- Im Rahmen der Spike Video Game Awards 2012 wurde Nolan North für seine Sprechrolle als Captain Walker in der Kategorie „Beste männliche Schauspielleistung in einem Computerspiel“ nominiert, musste aber Daemon Clarke für seine Rolle als Handsome Jack in Borderlands 2 den Vorzug lassen.[53]
- Für den Deutschen Computerspielpreis erhielt Spec Ops: The Line eine Nominierung in der Kategorie „Bestes Deutsches Spiel“.[54]
- Golden Joystick Awards 2012: „Bester Shooter“ und „Bester Spielmoment“ für die Darstellung eines Phosphorbomben-Angriffs.[55][56]
- European Games Awards 2012: „Bestes europäisches Actionspiel“, „Bestes europäisches Konsolenspiel“[57]

Trotz Kritikerlob blieben die Verkaufszahlen gemäß den Angaben Take2s im ersten Quartalsbericht für das Geschäftsjahr 2013 hinter den Erwartungen zurück.

### Altersfreigabe
Das Spiel enthält zahlreiche explizite Gewaltdarstellungen, darunter Gewalt gegen Wehrlose, Unbeteiligte und Zivilisten oder die Darstellung großer Wunden und Amputationsverletzungen (Kopfschüsse). Obwohl solche Darstellungen in Deutschland üblicherweise zur Indizierung eines Computerspiels durch die BPjM führen können, blieb die deutsche Version von Spec Ops: The Line ungeschnitten und erhielt von der Unterhaltungssoftware Selbstkontrolle (USK) dennoch eine Altersfreigabe ab 18 Jahren:

„Ausschlaggebend, dass das Spiel als jugendbeeinträchtigend [Anmerkung: Frei ab 18 Jahren] dargestellt wurde und eben nicht jugendgefährdend [Anm.: Voraussetzung für Indizierung], war unter anderem die moralische Botschaft, die das Spiel hatte. Der große Unterschied war die Geschichte. Die Gewaltdarstellungen in Spec Ops: The Line werden gerahmt von einer tragenden Geschichte, die glaubwürdig ist und keinerlei Botschaften vermittelt, die zum Beispiel Gewalt verherrlichen oder kriegsverherrlichend sind. Sondern die Gewaltdarstellungen in Spec Ops dienen in erster Linie auch [dazu], die Schrecken des Krieges zu zeigen.“

Auch in den USA erhielt das Spiel aufgrund von hoher Gewalt, blutigen Darstellungen und Kraftausdrücken vom Entertainment Software Rating Board eine Alterseinstufung als Mature (M, geeignet ab 17 Jahren).

### Verkaufsverbot in den Vereinigten Arabischen Emiraten
Bereits am 16. Dezember 2009 berichtete die in den Vereinigten Arabischen Emiraten ansässige Tageszeitung The National von einem möglichen Verkaufsverbot. Anfang Juni 2012 äußerte sich Yager-Chef Timo Ullmann gegenüber dem Online-Magazin digital spy noch optimistisch einem Verkaufsverbot zu entgehen. Am 21. Juni 2012 berichtete The National hingegen, dass die Demoversion des Spiels von Spielern aus den Vereinigten Arabischen Emiraten nicht heruntergeladen werden könne. Als Grund für die Zugriffssperre vermutete die Zeitung die Einbindung real existierender Schauplätze wie des Burj Khalifa für die Kampfhandlungen und allgemein die Darstellung des zerstörten Dubais, die gegen geltendes Recht verstoßen könnten. Das National Media Council, die für Medienkontrolle verantwortlichen Regierungsbehörde, äußerte der Zeitung gegenüber lediglich, dass das Spiel bislang noch nicht zur Überprüfung vorgelegt worden wäre. In einem Interview mit dem Online-Spielemagazin Spong bestätigte Yagers Senior Director Shawn Frison, dass das Spiel aus ihm unbekannten Gründen verboten worden wäre.

### Internationales Literaturfestival Berlin
Während des Internationalen Literaturfestivals Berlin 2013 wurde Spec Ops: The Line im Rahmen des Thementags „Computerspiele – Die Literatur der Zukunft?“ beispielhaft für die kreative Leistung von Computerspielen und ihren Umgang mit Ästhetik behandelt.